# Picumnus sclateri
El Carpinterito Ecuatoriano, Carpinterito Ondulado, Picolete Ecuatoriano o Telegrafista Ecuatoriano, (Picumnus sclateri) es una especie de ave piciforme, perteneciente a la familia Picidae, subfamilia Picumninae, del género Picumnus.

## Subespecies
- Picumnus sclateri parvistriatus (Chapman, 1921)
- Picumnus sclateri porcullae (Bond, 1954)
- Picumnus sclateri sclateri (Taczanowski, 1877)

## Localización
Es una especie de ave que se encuentra localizada en Ecuador y Perú.